# Hrvanje
Hrvanje je borilačka vještina, ali i standardni olimpijski sport. Riječ je o borbi dva protivnika čiji je cilj protivnika savladati koristeći različite zahvate, ali su pri tome zabranjeni udarci bilo koje vrste. Hrvanje je jedan od najstarijih sportova općenito, kojim su se bavili još u doba stare Grčke, a u programu je modernih Olimpijskih igara od prvih dana do danas.

## Stilovi i varijante hrvačkog sporta
Kao tradicionalni sport hrvanje se razvilo u velikom broju stilova i pravila, od sumo hrvanja, juda do različitih varijanti slobodnih stilova. Često se primjenjuje u vojničkom treningu tzv. borbe prsa u prsa.
Svim tim stilovima zajedničko je da je zabranjeno udaranje protivnika rukama, nogama, laktovima ili glavom, kao i nesportski potezi kao što su grebenje, ugrizi, zahvati prema genitalijama i sl. Razlika između pojedinih stilova je u trajanju borbe (broj i trajanje perioda), bodovanju pojedinih zahvata, popisu dozvoljenih zahvata i sl.
Cilj hrvačke borbe, ovisno o stilu, može biti: 
- napraviti takav zahvat kojim se protivnika sruši na pod i dovede u potčinjen položaj. Najčešće je poznat zahvat tuš, koji opisuje situaciju u kojoj je jedan hrvač protivnika uspio položiti na leđa tako da su protivniku obje lopatice čvrsto pritisnute na podlogu.
- srušiti protivnika na pod
- postići da protivnik dodirne pod bilo kojim drugim dijelom tijela osim stopalima ili ga izgurati iz prostora predviđenog za borbu (to je npr. pravilo u sumo hrvanju)
- podignuti protivnika iznad visine glave
- dovesti tijelo protivnika u potčinjen položaj na neki drugi propisani način

## Discipline hrvanja u olimpijskom programu
Danas su poznata dva prihvaćena stila borbe u hrvanju: slobodni stil te grčko-rimski stil. Osnovna razlika između ta dva stila je da je u grčko-rimskom stilu dopušteno hvatanje protivnika isključivo iznad pojasa, dok se u slobodnom stilu smije izvoditi zahvate na cijelom tijelu.
Natjecatelji su u hrvanju podijeljeni po težinskim kategorijama, kako slijedi:
- muškarci:  50-55 kg, 60 kg, 66 kg, 74 kg, 84, 96 i 96-120 kg
- žene: do 48 kg, 51 kg, 55 kg, 59 kg, 63 kg, 67 kg, preko 67-72 kg

Periodi borbe traju 2 minute, i najčešće se borba odvija u tri perioda, pri čemu pobjeđuje onaj hrvač koji je ostvario prednost u barem dva perioda. To u praksi znači ako jedan hrvač pobijedi u prva dva perioda automatski se proglašava pobjednikom, i borba završava. Ukupan broj osvojenih bodova također nije presudan, tako da primjerice ako je u nekoj borbi rezultat po periodima bio 2:1, 0:4 i 1:0 ukupni je skor 3:5, ali pobjeđuje hrvač koji je pobijedio u dva perioda, a to je u ovom slučaju onaj koji je osvojio tri boda.
Borba se odvija na hrvačkim strunjačama propisanih dimenzija uz prisutnost sudaca. Od opreme hrvači rabe trikoe i odgovarajuću laganu obuću, a ponekad se upotrebljavaju i posebni štitnici za uši radi sprječavanja ozljeda ušiju prilikom čvršćih zahvata.

## Poznati hrvači
- Mijaín López, četverostruki svjetski prvak i olimpijski pobjednik iz Pekinga 2008.
- Aleksandr Kareljin, tri puta olimpijski pobjednik, devet puta svjetski prvak, dvanaest puta europski prvak i trinaest puta prvak Rusije.